# Craig Dawson
Craig Dawson (Rochdale, 6 mei 1990) is een Engels voetballer die doorgaans als centrale verdediger speelt. Hij verruilde West Bromwich Albion in juli 2019 voor Watford. Tijdens het seizoen 2019/20 wordt hij verhuurd aan West Ham United. Dawson maakte deel uit van het Brits olympisch voetbalelftal dat deelnam aan de Olympische Spelen in Londen.

## Clubcarrière
Dawson tekende in augustus 2010 een driejarig contract bij West Bromwich Albion, dat hem overnam van Rochdale. Hij debuteerde voor zijn nieuwe club in een wedstrijd om de League Cup, tegen Bournemouth. Tijdens het seizoen 2010/11 werd hij uitgeleend aan zijn ex-club Rochdale. Op 17 september 2011 debuteerde Dawson voor WBA in de Premier League, tegen Swansea City. In januari 2013 werd hij opnieuw voor zes maanden uitgeleend aan Bolton Wanderers.
Aan het begin van het seizoen 2014/15 dwong Dawson een basisplaats af bij WBA. Daarvoor maakte hij op 28 september 2014 tijdens een competitiewedstrijd in de Premier League zijn eerste doelpunt, thuis tegen Burnley (4-0 winst).

## Interlandcarrière
Dawson speelde vijftien wedstrijden voor Engeland –21, waarvoor hij zes doelpunten maakte. Hij nam met Groot-Brittannië deel aan de Olympische Spelen in Londen.
1 Fabiański ·
3 Cresswell ·
4 Soler ·
5 Coufal ·
7 Summerville ·
8 Ward-Prowse ·
9 Antonio ·
10 Paquetá ·
11 Füllkrug ·
14 Kudus ·
15 Mavropanos ·
17 Guilherme ·
18 Ings ·
19 Álvarez ·
20 Bowen  ·
21 Foderingham ·
23 Aréola ·
24 Rodríguez ·
25 Todibo ·
26 Kilman ·
28 Souček ·
29 Wan-Bissaka ·
33 Palmieri ·
34 Ferguson ·
39 Irving ·
57 Scarles ·
Coach: Potter
· Assistent-coach: Saltor